# Eduard Blondeel Van Cuelebroeck

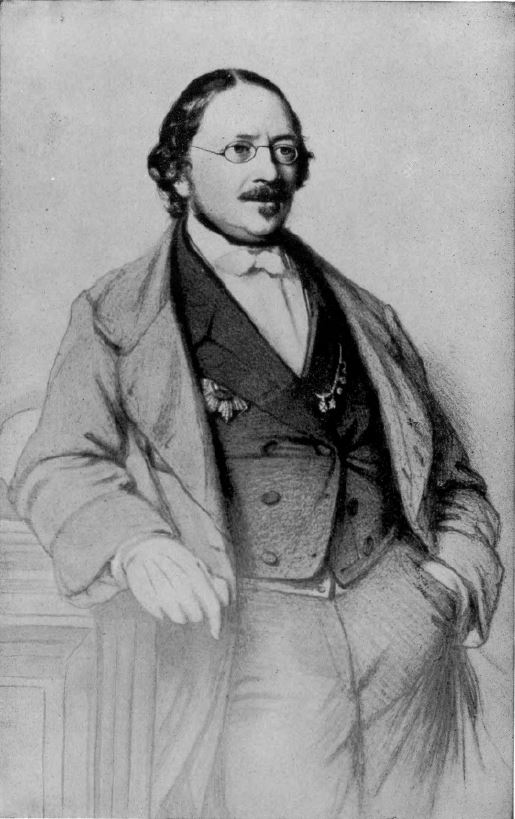
Portret van Blondeel

Eduard Blondeel Van Cuelebroeck (Gent, 14 december 1809 – Madrid, 13 september 1872) was een Belgisch diplomaat die verschillende kolonisatiepogingen ondernam. Hij was een energiek en intelligent persoon, die doorging voor een ultramontaan maar in werkelijkheid eerder de liberaal-katholieke lijn van Montalembert was toegedaan.

## Leven
Blondeel was een buitenechtelijk kind van kleermaakster Marie Blondeel uit Torhout en werd geadopteerd door de Gentse handelaar Van Cuelebroeck. Hij werd klerk bij een gerechtsdeurwaarder en begon te schrijven voor het blad Méphistophélès. Met de steun van minister Albert Goblet d'Alviella trad hij in 1832 in dienst bij de centrale administratie. Hij trouwde in 1834 met de dochter van zijn huurbazin, de weduwe van rechter Ignace Lefebvre. Via haar contacten met minister Felix de Mûelenaere en voormalig internuntius Francesco Capacini raakte Blondeel eind 1835 benoemd als secretaris van de Belgische legatie in Rome. Koning Leopold I maakte hem in 1837 consul in Alexandrië met de taak discreet de overdracht van Candia te onderhandelen. Hoewel dat niet lukte, kreeg Blondeel het volgende jaar promotie tot consul-generaal. In deze functie probeerde hij een Belgische handelspost op te zetten in Egypte en later Abyssinië. Van september 1840 tot oktober 1842 ondernam hij in opdracht van de koning een koloniale expeditie naar de Blauwe Nijl, waarbij hij in Europa nauwelijks bekende plekken aandeed als Choa, Tigray, Gojjam en Gondar. Hij ontmoette de lokale machthebber Birru Goshu en schonk hem producten van de Belgische industrie. Zelf kreeg Blondeel drie kostbare manuscripten cadeau (de koningskroniek Tarika Nagast, het wetboek Fetha Nagast en het heiligenleven Dersan Mikaël, allemaal kwijtgeraakt op de terugreis). Tegen betaling van 100.000 Oostenrijkse thalers en 7000 Belgische geweren was Birru Goshu bereid het gebied van Ras Oubye aan te vallen en over te dragen aan de Belgen. Bovendien mocht er een katholieke missieschool worden opgericht in het zuiden van Gojjam en bekwamen de Belgen rechten op de Eritrese baai van Anfilla. Toen hij in België al dood werd gewaand, kwam Blondeel terug met de afgesloten overeenkomsten en een rapport dat ook sociale en culturele inlichtingen gaf over de doorkruiste gebieden. Door het mislukken van Santo Tomás de Castilla had de regering-Nothomb echter geen oren naar verdere koloniale avonturen.
De volgende post bracht Blondeel naar Mexico. Hij werd er in 1845 consul-generaal en chargé d'affaires, met als hoofdopdracht te rapporteren over de Compagnie Belge de Colonisation in Santo Tomás, een bedrijf dat land had gekocht om een duizendtal Belgen onder te brengen in een phalanstère. De geheime orders van Leopold waren om deze vestiging te transformeren tot een autonome neutrale staat, die dan een Belgische kolonie zou worden. Opnieuw schreef Blondeel een rapport dat door de regering werd afgeblokt. Eind 1847 keerde Blondeel met koorts terug naar België.
In de zomer van 1848 voerde hij een inlichtingenmissie uit in het revolutionaire Frankfurt, waarna hij in oktober chargé d'affaires werd bij de Verheven Porte te Istanboel. Ook Griekenland viel vanaf 1850 binnen zijn mandaat. Vergeefs onderhandelde hij over de restauratie met Belgisch geld van de in 1808 vernielde cenotafen van Godfried van Bouillon en Boudewijn I van Jeruzalem in de Heilig Grafkerk van Jeruzalem. Het bracht hem in 1855 in contact met kroonprins Leopold. Twee keer kwam hij in opspraak en dreigde hij te worden teruggeroepen, maar Leopold I nam hem in bescherming en de plooien met de Ottomanen werden gladgestreken.
In december 1857 werd Blondeel diplomaat en later gevolmachtigd minister in Washington DC. Hij maakte verschillende reizen door het zuiden van de Verenigde Staten op zoek naar handelsmogelijkheden. Ook had hij in 1863 een ontmoeting met kroonprins Leopold omtrent koloniale projecten. Na de vorming van het Tweede Mexicaanse Keizerrijk ging hij de kersverse monarchen Maximiliaan en Charlotte feliciteren. Charlotte was een dochter van Leopold I. Blondeel werd in januari 1865 gevolmachtigd minister in Mexico en vergezelde de keizerin op een reis naar Yucatán. Een uitnodiging om het departement Buitenlandse Zaken te leiden, sloeg hij af. In mei vernam hij dat zijn echtgenote, die ziek naar België was teruggekeerd, overleden was. In het voorjaar 1866 verliet hij Mexico, waar het regime militair aan het wankelen was. Hij was nog steeds afwezig toen Maximiliaan in juni 1867 geëxcuteerd werd, wat hem in België werd aangerekend. Even kwam zijn nieuwe benoeming in Madrid in het gedrang, maar in april 1868 werd ze dan toch doorgevoerd.
Blondeel hertrouwde op 7 oktober 1871 met de Amerikaanse Ellen Willing in Londen. Hij stierf het volgende jaar aan een hartaanval.

## Publicaties
- Rapport et mémoires sur la colonisation de l'Abyssinie, présentés au Gouvernement belge, 1839-1842, ca. 1844
- Colonie de Santo-Tomas. Enquête déposée sur le bureau de la Chambre des Représentants, le 10 juin 1846, 1846
- "L'Abyssinie. Le pays et le peuple", in: L'Echo du Parlement, 10 februari 1868